# Aaron Verwilst
Aaron Verwilst, né le 2 mai 1997 à Ruiselede  est un coureur cycliste belge.

## Biographie

### Débuts et carrière amateur

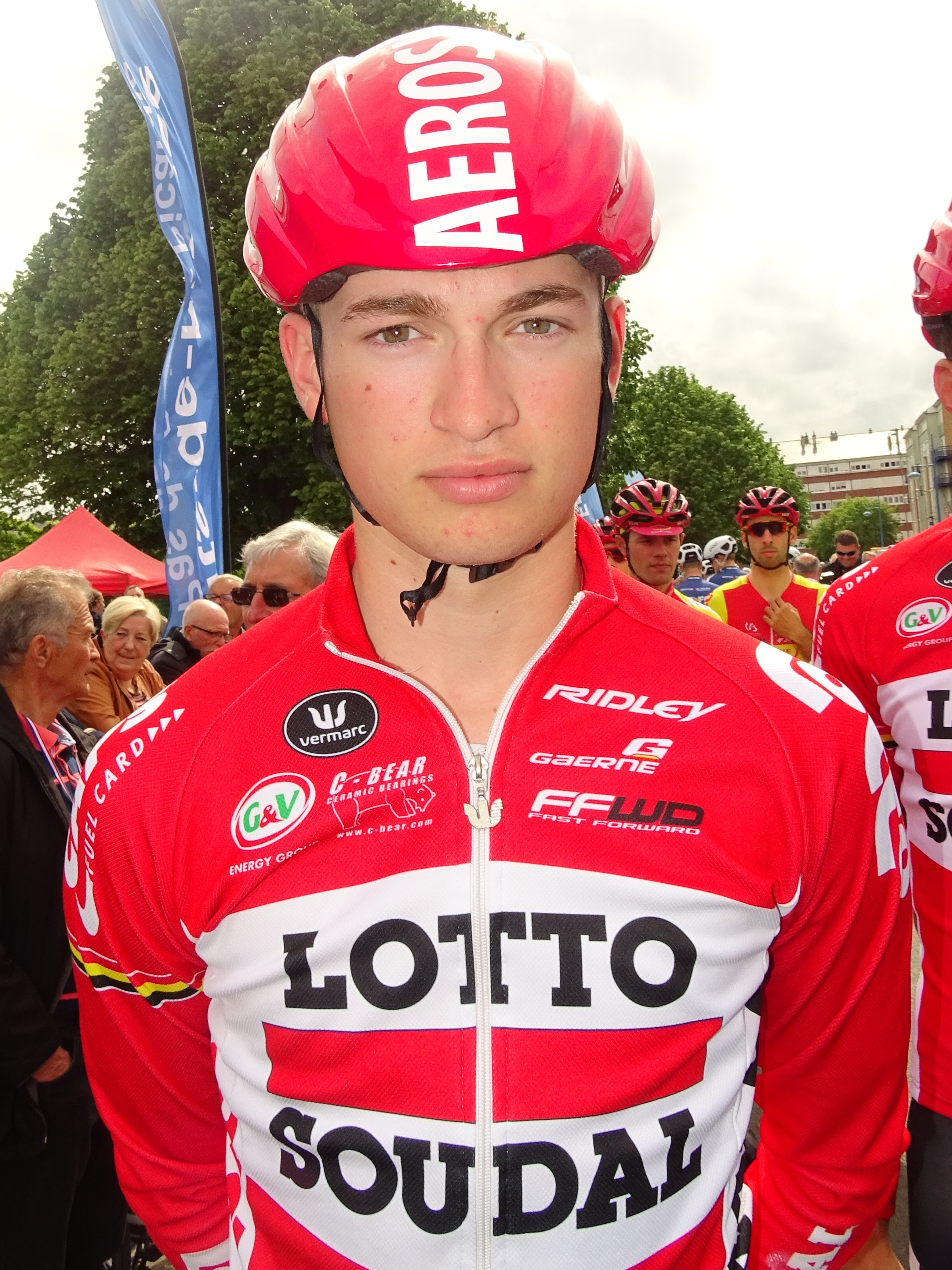
Aaron Verwilst lors du départ de la 1re étape du Paris-Arras Tour 2016 à Douchy-les-Mines.

En 2014, Aaron Verwilst se distingue par une victoire au Tour des Flandres juniors. En 2015, il confirme ses qualités dans les courses pavées en terminant deuxième de cette même épreuve, derrière Pavel Sivakov. La même année, il obtient d'autres places d'honneur : deuxième du Tour de Basse-Saxe juniors, quatrième du championnat d'Europe juniors, septième du Trophée Centre Morbihan, neuvième du Grand Prix Général Patton et dixième du Grand Prix Rüebliland. Sélectionné pour les championnats du monde, il participe à l'échappée du jour, puis termine finalement 76e.
En 2016, il rejoint l'équipe espoirs de Lotto-Soudal. Vainqueur d'un interclub à Meerhout, il obtient également deux tops 10 sur la Carpathian Couriers Race. La saison suivante, il se classe deuxième du Circuit Het Nieuwsblad espoirs. De plus, il se révèle également être un coureur complet en prenant la onzième place du Girobio. Le 17 juillet, le quotidien Het Laatste Nieuws annonce la signature du coureur belge avec l'équipe continentale professionnelle Sport Vlaanderen-Baloise.

### Carrière professionnelle
Aaron Verwilst commence sa carrière professionnelle en 2018 au Tour d'Andalousie, où il s'adjuge le classement des metas volantes. Après six saisons chez les professionnels au sein de l'équipe Flanders-Baloise, il n'est pas conservé à l'issue de l'année 2023. 
En 2024, il se tourne vers des courses de gravel.

## Palmarès
- 2014
  - Tour des Flandres juniors
  - 3e de La Cantonale Juniors
- 2015
  - 2e du Tour de Basse-Saxe juniors
  - 2e du Tour des Flandres juniors
  - 4e du championnat d'Europe sur route juniors
- 2016
  - Grand Prix Stone-Lux
  - 3e du Driebergenprijs
- 2017
  - 2e du Circuit Het Nieuwsblad espoirs
- 2021
  - 3e du Grand Prix Raf Jonckheere

## Classements mondiaux
| Année                                 | 2017  | 2018  | 2019  | 2020 | 2021  |
| ------------------------------------- | ----- | ----- | ----- | ---- | ----- |
| Classement mondial                    | 1405e | 2446e | 1018e | nc   | 2339e |
| UCI Europe Tour                       | 909e  | 1773e | 733e  | nc   | 1561e |
|                                       |       |       |       |      |       |
| Légende : nc = non classéSource : UCI |       |       |       |      |       |